# 理论与数学物理
《理论与数学物理》（英語：Theoretical and Mathematical Physics）是由俄羅斯科學院斯捷克洛夫数学研究所出版的物理学学术性期刊。期刊始于1969年，创办人是尼古拉·博戈柳博夫。此刊为月刊，同时出版英文与俄文版本。